# 11 septembre dans les chemins de fer
11 août 11 octobre
Chronologies thématiques
- Croisades
- Sports
- Disney

Cette page concerne les événements qui se sont déroulés un 11 septembre dans les chemins de fer.

## Événements

### XIXesiècle
- 1846. Belgique : création de la société anonyme dénommée Grande compagnie du Luxembourg, autorisée par l'arrêté du 1er octobre 1846[1], publié dans le moniteur du 10 octobre 1846, signé par le roi Léopold Ier de Belgique.

- 1875.  France :   ouverture de la section Nantes - Sainte-Pazanne (et vers Pornic) de la ligne Nantes - La Roche-sur-Yon par Challans exploitée par la Compagnie des chemins de fer nantais.

### XXesiècle
- 1972.  États-Unis :   mise en service à San Francisco (Californie) du BART (Bay Area Rapid Transit), système de trains express de voyageurs du type RER.

- 1995.  France :   à Paris, inauguration du tunnel de 2,5 km de long entre les stations Châtelet-Les Halles et Gare de Lyon permettant la jonction des banlieues nord et sud-est par le RER D.

### XXIesiècle
- 2001.  États-Unis :   quatre stations du métro de New York sont détruites ou fortement endommagées par l'effondrement des deux tours jumelles du World Trade Center lors des attentats terroristes qui ont lieu sur le sol américain.
- 2008 : incendie d'un camion dans le tunnel sous la Manche faisant une dizaine de blessés légers.